# Saxtead
Saxtead is een civil parish in het bestuurlijke gebied Suffolk Coastal, in het Engelse graafschap Suffolk. In 2001 telde het civil parish 342 inwoners. De civil parish telt 22 monumentale panden.